# Азовець (бойова машина підтримки танків)
«Азовець» — українська дослідна бойова машина на шасі Т-64Б, створена для ведення бою у міській місцевості. Також її часто називали бойовою машиною підтримки танків (БМПТ).
Бойова машина має масу близько 41 тонни та здатна розвивати швидкість до 65 км/год. Озброєння було розміщене у двох бойових модулях із дистанційним керуванням і складало дві двоствольні 23-мм авіаційні гармати ГШ-23, кулемети ПКТ, пускові установки із протитанковими ракетами «Стугна» та «Корсар».

## Історія
Бойова машина розроблена Миколою Степановим (колишнім заступником директора заводу ім. Малишева) та його сином, котрі очолюють інженерну групу «Азов», на базі танку Т-64 у 2015 році. Перші випробування бойової машини підтримки танків відбулися у березні 2016 року.
БМПТ «Азовець» створений на тренувально-мобілізаційній базі полку «Азов», що знаходиться на території київського заводу ЗАТ «АТЕК» (колишнього заводу «Червоний екскаватор»).
Презентація бойової машини відбулася 28 листопада 2015 року, на ній були присутніми представники ЗМІ, міністр внутрішніх справ України Арсен Аваков, а також перший командир полку «Азов» — Андрій Білецький.
У вересні 2016 року суд заарештував усе майно на території заводу «АТЕК» разом із прототипом, за клопотанням СБУ. 23—24 жовтня невідомі люди забрали машину з території заводу. Доля машини лишалась невідомою, допоки навесні 2024 року росіяни не відкопали її на окупованих територіях. Машина була частково розібрана, без двигуна та озброєння.

## Опис
Екіпаж бойової машини складається з 4 осіб: командира, двох операторів-стрільців та водія-механіка. Огляд мав здійснюватись через камери, оскільки за словами бійців, російські снайпери цілились по триплексах, чим могли б залишити машину без засобів спостереження.
Компонування машини не змінилось порівняно з танком Т-64Б, десантування було передбачене над моторно-трансмісійним відділенням, аналогічно радянським БМД.
Бойова машина мала на озброєнні дві двоствольні 23-мм авіаційні гармати ГШ-23, кулемети ПКТ, пускові установки із протитанковими ракетами «Стугна» та «Корсар». Бойові модулі керувались окремо один від одного.